# Glen Moore
Glen Moore (Portland, 28 oktober 1941) is een Amerikaanse jazzmuzikant (contrabas, piano).

## Jeugd
Na een klassieke piano-opleiding speelde Moore contrabas in het schoolorkest en leerde zichzelf de basisprincipes van de jazz en de vrije improvisatie. 

## Carrière
Zijn eerste publieke optreden had hij bij de Young Oregonians in Portland, waar hij speelde met de saxofonist Jim Pepper. Hij studeerde geschiedenis, literatuur en cello aan de universiteit van Oregon. Zijn basdocenten waren Ludwig Streicher uit Wenen en François Rabbath uit Hawai.
Moore is medeoprichter van de band Oregon, waarmee hij meer dan 30 jaar optrad. Hij ging ook regelmatig op tournee met Larry Karush (piano), Nancy King (zangeres) en in het bijzonder tijdens de jaren 1990, Rabih Abou-Khalil en had ook opnamen met hen gemaakt. Bovendien werkte hij samen met Annette Peacock, Paul Bley, Bill Evans, Zoot Sims, Bennie Wallace, Charlie Mariano, Michael Brecker, Jeremy Steig, Zbigniew Seifert, Gary Burton en Barry Altschul en bassisten als Detmar Kurig, Anthony Cox, Charlie Haden, Gary Peacock, Dave Holland, Steve Swallow, David Friesen en Barre Phillips. In het voorjaar van 2015 trok hij zich terug uit Oregon, om meer tijd te hebben voor zijn eigen muziek en familie.

## Discografie
- 1970: Bass Is met Peter Warren, Dave Holland, Jamie Faunt
- 1970: Revenge: Bley - Peacock Synthesizer Show
- 1978: Introducing Glen Moore met David Darling, Zbigniew Seifert, Jan Hammer
- 1991: Mokave Vol. 1 met Larry Karush und Glen Velez
- 1995: Returning met David Friesen
- 1996: Dragonetti's Dream (solo)
- 1999: Nude Bass Ascending met Carla Bley, Steve Swallow, Rabih Abou-Khalil, Arto Tunçboyacıyan
- 2002: Birdfingers met Larry Coryell

- Bibsys: 7012991
- Bibliothèque nationale de France: cb13944483j (data)
- CiNii: DA14665908
- Gemeinsame Normdatei: 134579062
- International Standard Name Identifier: 0000 0000 8414 831X
- Library of Congress Control Number: n94025784
- MusicBrainz: 65745f6e-9a00-4f3a-9efb-f1ce78b26b80
- Nationale Bibliotheek van Israël: 987007340545805171
- Réseau des bibliothèques de Suisse occidentale: 02-A003606868
- Istituto Centrale per il Catalogo Unico: UBOV897298
- Système universitaire de documentation: 133613178
- Virtual International Authority File: 118556313
- WorldCat: E39PBJhxkw3mJQYydj9CfQvCQq